# Worlds Collide 2020
Worlds Collide 2020 è stato un evento speciale di wrestling organizzato dalla WWE in esclusiva per il WWE Network. L'evento si è svolto il 25 gennaio 2020 al Toyota Center di Houston (Texas).

## Storyline
A differenza dell'edizione precedente, quest'edizione di Worlds Collide ha visto lo scontro in vari match interpromozionali tra gli atleti di NXT e NXT UK. Tra i vari match, solo due di essi sono stati valevoli per un titolo, ossia il Fatal 4-Way match per l'NXT Cruiserweight Championship tra il campione Angel Garza, Isaiah "Swerve" Scott, Jordan Devlin e Travis Banks (gli ultimi due appartenenti ad NXT UK) e il match per l'NXT Women's Championship tra la campionessa Rhea Ripley e Toni Storm.
Il resto della card ha visto il Tag Team match tra i riuniti #DIY (Johnny Gargano e Tommaso Ciampa) contro i Moustache Mountain (Trent Seven e Tyler Bate) e, non per ultimo, lo scontro tra le due stable principali di NXT e NXT UK, rispettivamente l'Undisputed Era (Adam Cole, Bobby Fish, Kyle O'Reilly e Roderick Strong) e l'Imperium (Alexander Wolfe, Fabian Aichner, Marcel Barthel e Walter)

## Risultati
| #       | Incontri                                                                         | Stipulazioni                                              | Durata |
| ------- | -------------------------------------------------------------------------------- | --------------------------------------------------------- | ------ |
| Kickoff | Kay Lee Ray ha sconfitto Mia Yim                                                 | Single match                                              | 09:15  |
| 1       | Finn Bálor ha sconfitto Il'ja Dragunov                                           | Single match                                              | 14:00  |
| 2       | Jordan Devlin ha sconfitto Angel Garza (c), Isaiah "Swerve" Scott e Travis Banks | Fatal four-way match per l'NXT Cruiserweight Championship | 12:05  |
| 3       | #DIY ha sconfitto Trent Seven e Tyler Bate                                       | Tag team match                                            | 22:55  |
| 4       | Rhea Ripley (c) ha sconfitto Toni Storm                                          | Single match per l'NXT Women's Championship               | 10:15  |
| 5       | The Imperium ha sconfitto The Undisputed Era                                     | Four-on-four tag team match                               | 29:50  |